# Saint-Onen-la-Chapelle

Saint-Onen-la-Chapelle este o comună în departamentul Ille-et-Vilaine, Franța. În 1 ianuarie 2022 avea o populație de 1.121 de locuitori.